# Plumularia delicata
Plumularia delicata is een hydroïdpoliep uit de familie Plumulariidae. De poliep komt uit het geslacht Plumularia. Plumularia delicata werd in 1906 voor het eerst wetenschappelijk beschreven door Nutting. 